# Tetraodontiformes
I Tetraodontiformes sono un ordine di pesci ossei (Actinopterygii) che comprendono circa 360 specie prevalentemente d'acqua salata. L'età di questo ordine è approssimativamente di 40 milioni di anni.

## Etimologia
Il nome scientifico deriva da quello del genere Tetraodon che significa dotati di quattro denti che, a coppie, sono fusi in una sorta di becco.

## Famiglie
In alcune classificazioni le seguenti famiglie sono considerate facenti parte un sottordine dei Perciformes.
- Aracanidae
- Balistidae
- Diodontidae
- Molidae
- Monacanthidae
- Ostraciidae
- Tetraodontidae
- Triacanthidae
- Triacanthodidae
- Triodontidae